# Championnats du monde de tir à l'arc 2019
Navigation
Édition précédente Édition suivante
Les championnats du monde de tir à l'arc 2019 sont une compétition sportive de tir à l'arc organisée en 2019 à Bois-le-Duc, aux Pays-Bas. C’est la 50e édition des championnats du monde de tir à l'arc.
59 des 64 archers et archères des Jeux olympiques d'été de 2020 sont sélectionnés à l’occasion de ces championnats.

## Infrastructures
Les qualifications et tours d'éliminations ont lieu à The Dukes. Les phases finales ont lieu, quant à elles, à la Parade.

## Contexte
La compétition se déroule à la suite de la fermeture des championnats du monde handisport de 2019 se déroulant dans la même ville du 3 au 9 juin. À l'occasion du congrès de la World Archery Federation, les championnats du monde de 2021 sont attribués à Yankton au Dakota du Sud. L'avant-veille, la fédération avait confiée l'organisation des championnats du monde de 2023 à Berlin en Allemagne.

## Favoris
Avec 590 participants provenant de 88 pays, la compétition est alors la plus large donnée par la fédération. Parmi les champions de l'édition précédente, Im Dong-hyun et Song Yun-soo ne participe pas à cette compétition. Parmi les archers mentionnés comme favoris sont les tops 3 mondiaux dans chacune des quatre compétitions individuelles. Pour l'arc classique, il s'agit de Lee Woo-seok, Steve Wijler et Brady Ellison chez les hommes et Kang Chae-young, Tan Ya-ting et Ksenia Perova, championne défendante, chez les femmes. Pour l'arc à poulie, il s'agit de Mike Schloesser, Braden Gellenthien et Stephan Hansen chez les hommes et Sara López, Yeşim Bostan et Sophie Dodémont chez les femmes. D'autres prédictions prédisent Sjef van den Berg, Kim Woo-jin et Mete Gazoz à l'arc classique hommes, Sugimoto Tomomi, Chang Hye-jin, Aida Roman, Lisa Unruh et Gabriela Bayardo à l'arc classique femmes, Kristofer Schaff, Sébastien Peineau, Sergio Pagni et Kim Jong-ho à l'arc à poulie hommes, Alexis Ruiz, So Chae-won, Kim Yun-hee et Choi Bo-min à l'arc à poulie femmes,. Ilfat Abdullin et Thomas Chirault sont également mentionnés comme des jeunes archers pouvant se rendre loin dans la compétition classique hommes.

## Résultats

### Arc classique
| Épreuves                 | Or                                                      | Argent                                                 | Bronze                                                |
| ------------------------ | ------------------------------------------------------- | ------------------------------------------------------ | ----------------------------------------------------- |
| Format individuel hommes | Brady Ellison                                           | Khairul Anuar Mohamad                                  | Md Ruman Shana                                        |
| Format individuel femmes | Lei Chien-ying                                          | Kang Chae-young                                        | Choi Mi-sun                                           |
| Format par équipe hommes | Chine Wei Shaoxuan Feng Hao Ding Yiliang                | Inde Tarundeep Rai Pravin Ramesh Jadhav Atanu Das      | Corée du Sud Lee Woo-seok Lee Seung-yun Kim Woo-jin   |
| Format par équipe femmes | Taipei chinois Lei Chien-ying Tan Ya-ting Peng Chia-mao | Corée du Sud Kang Chae-young Choi Mi-sun Chang Hye-jin | Royaume-Uni Sarah Bettles Bryony Pitman Naomi Folkard |
| Format par équipe mixte  | Corée du Sud Kang Chae-young Lee Woo-seok               | Pays-Bas Gabriela Bayardo Sjef van den Berg            | Italie Vanessa Landi Mauro Nespoli                    |

### À poulie
| Épreuves                 | Or                                                  | Argent                                             | Bronze                                           |
| ------------------------ | --------------------------------------------------- | -------------------------------------------------- | ------------------------------------------------ |
| Format individuel hommes | James Lutz                                          | Anders Faugstad                                    | Kim Jong-ho                                      |
| Format individuel femmes | Natalia Avdeeva                                     | Paige Pearce                                       | Jyothi Surekha Vennam                            |
| Format par équipe hommes | Corée du Sud Kim Jong-ho Yang Jae-won Choi Yong-hee | Turquie Suleyman Araz Evren Çağıran Muhammed Yetim | Pays-Bas Mike Schloesser Peter Elzinga Sil Pater |
| Format par équipe femmes | Taipei chinois Chen Yi-hsuan Chen Li-ju Huang I-jou | États-Unis Paige Pearce Alexis Ruiz Cassidy Cox    | Inde Muskan Kirar Raj Kaur Jyothi Surekha Vennam |
| Format par équipe mixte  | Corée du Sud Kim Jong-ho So Chaewon                 | France Sophie Dodémont Pierre-Julien Deloche       | Taipei chinois Chen Yi-hsuan Chen Chieh-lun      |

### Tableau des médailles
Cette édition des championnats du monde permet à la Malaisie et au Bangladesh de remporter leur première médaille dans cette compétition. Les deux médailles sont remportées dans la compétition individuelle hommes de l'arc classique où le malais Khairul Anuar Mohamad remporte l'argent et le bangladais Md Ruman Shana; le bronze.
| Rang  | Nation         | Or | Argent | Bronze | Total |
| ----- | -------------- | -- | ------ | ------ | ----- |
| 1     | Corée du Sud   | 3  | 2      | 3      | 8     |
| 2     | Taipei chinois | 3  | 0      | 1      | 4     |
| 3     | États-Unis     | 2  | 2      | 0      | 4     |
| 4     | Chine          | 1  | 0      | 0      | 1     |
| 4     | Russie         | 1  | 0      | 0      | 1     |
| 6     | Inde           | 0  | 1      | 2      | 3     |
| 7     | Pays-Bas       | 0  | 1      | 1      | 2     |
| 8     | France         | 0  | 1      | 0      | 1     |
| 8     | Malaisie       | 0  | 1      | 0      | 1     |
| 8     | Norvège        | 0  | 1      | 0      | 1     |
| 8     | Turquie        | 0  | 1      | 0      | 1     |
| 12    | Bangladesh     | 0  | 0      | 1      | 1     |
| 12    | Italie         | 0  | 0      | 1      | 1     |
| 12    | Royaume-Uni    | 0  | 0      | 1      | 1     |
| Total | Total          | 10 | 10     | 10     | 30    |

## Résultats détaillés

### Arc classique

#### Hommes individuels
|                    | Participant           | Pays           |
| ------------------ | --------------------- | -------------- |
| Médaille d'or      | Brady Ellison         | États-Unis     |
| Médaille d'argent  | Khairul Anuar Mohamad | Malaisie       |
| Médaille de bronze | Md Ruman Shana        | Bangladesh     |
| 4                  | Mauro Nespoli         | Italie         |
| 5                  | Furukawa Takaharu     | Japon          |
| 6                  | Jack Williams         | États-Unis     |
| 7                  | Sjef van den Berg     | Pays-Bas       |
| 8                  | Tang Chih-chun        | Taipei chinois |

#### Femmes individuels
|                    | Participant      | Pays           |
| ------------------ | ---------------- | -------------- |
| Médaille d'or      | Lei Chien-ying   | Taipei chinois |
| Médaille d'argent  | Kang Chae-young  | Corée du Sud   |
| Médaille de bronze | Choi Mi-sun      | Corée du Sud   |
| 4                  | Michelle Kroppen | Allemagne      |
| 5                  | An Qixuan        | Chine          |
| 6                  | Sugimoto Tomomi  | Japon          |
| 7                  | Alexandra Mirca  | Moldavie       |
| 8                  | Ksenia Perova    | Russie         |

#### Par équipe homme
|                    | Participant                                     | Pays           |
| ------------------ | ----------------------------------------------- | -------------- |
| Médaille d'or      | Wei Shaoxuan Feng Hao Ding Yiliang              | Chine          |
| Médaille d'argent  | Tarundeep Rai Pravin Ramesh Jadhav Atanu Das    | Inde           |
| Médaille de bronze | Lee Woo-seok Lee Seung-yun Kim Woo-jin          | Corée du Sud   |
| 4                  | Sjef van den Berg Rick van der Ven Steve Wijler | Pays-Bas       |
| 5                  | David Barnes Taylor Worth Ryan Tyack            | Australie      |
| 6                  | Denis Gankin Sanzhar Mussayev Ilfat Abdullin    | Kazakhstan     |
| 7                  | Tom Hall Patrick Huston Alexander Wise          | Royaume-Uni    |
| 8                  | Tang Chih-chun Deng Yu-cheng Wei Chun-heng      | Taipei chinois |

#### Par équipe femme
|                    | Participant                                             | Pays           |
| ------------------ | ------------------------------------------------------- | -------------- |
| Médaille d'or      | Lei Chien-ying Tan Ya-ting Peng Chia-mao                | Taipei chinois |
| Médaille d'argent  | Kang Chae-young Choi Mi-sun Chang Hye-jin               | Corée du Sud   |
| Médaille de bronze | Sarah Bettles Bryony Pitman Naomi Folkard               | Royaume-Uni    |
| 4                  | Zheng Yichai Meng Fanxu An Qixuan                       | Chine          |
| 5                  | Lidiia Sichenikova Anastasia Pavlova Veronika Marchenko | Ukraine        |
| 6                  | Inna Stepanova Elena Osipova Ksenia Perova              | Russie         |
| 7                  | Elena Richter Michelle Kroppen Lisa Unruh               | Allemagne      |
| 8                  | Karyna Kazlouskaya Karyna Dziominskaya Hanna Marusava   | Biélorussie    |

#### Par équipe mixte
|                    | Participant                        | Pays           |
| ------------------ | ---------------------------------- | -------------- |
| Médaille d'or      | Kang Chae-young Lee Woo-seok       | Corée du Sud   |
| Médaille d'argent  | Gabriela Bayardo Sjef van den Berg | Pays-Bas       |
| Médaille de bronze | Vanessa Landi Mauro Nespoli        | Italie         |
| 4                  | Lei Chien-ying Tang Chih-chun      | Taipei chinois |
| 5                  | Lidiia Sichenikova Oleksii Hunbin  | Ukraine        |
| 6                  | Khatuna Lorig Brady Ellison        | États-Unis     |
| 7                  | Gulnaz Coskun Mete Gazoz           | Turquie        |
| 8                  | Sugimoto Tomomi Furukawa Takaharu  | Japon          |

### Arc à poulie

#### Hommes individuels
|                    | Participant        | Pays         |
| ------------------ | ------------------ | ------------ |
| Médaille d'or      | James Lutz         | États-Unis   |
| Médaille d'argent  | Anders Faugstad    | Norvège      |
| Médaille de bronze | Kim Jong-ho        | Corée du Sud |
| 4                  | Braden Gellenthien | États-Unis   |
| 5                  | Mike Schloesser    | Pays-Bas     |
| 6                  | Yang Jae-won       | Corée du Sud |
| 7                  | Evren Çağıran      | Turquie      |
| 7                  | Martin Damsbo      | Danemark     |

#### Femmes individuels
|                    | Participant           | Pays           |
| ------------------ | --------------------- | -------------- |
| Médaille d'or      | Natalia Avdeeva       | Russie         |
| Médaille d'argent  | Paige Pearce          | États-Unis     |
| Médaille de bronze | Jyothi Surekha Vennam | Inde           |
| 4                  | Yeşim Bostan          | Turquie        |
| 5                  | Chen Yi-hsuan         | Taipei chinois |
| 5                  | Muskan Kirar          | Inde           |
| 7                  | Sara López            | Colombie       |
| 8                  | Sarah Prieels         | Belgique       |

#### Par équipe homme
|                    | Participant                                                  | Pays         |
| ------------------ | ------------------------------------------------------------ | ------------ |
| Médaille d'or      | Kim Jong-ho Yang Jae-won Choi Yong-hee                       | Corée du Sud |
| Médaille d'argent  | Suleyman Araz Evren Çağıran Muhammed Yetim                   | Turquie      |
| Médaille de bronze | Mike Schloesser Peter Elzinga Sil Pater                      | Pays-Bas     |
| 4                  | Sebastian Arenas Camilo Andres Cardona Daniel Munoz          | Colombie     |
| 5                  | Martin Damsbo Stephan Hansen Martin Laursen                  | Danemark     |
| 6                  | Braden Gellenthien Kristofer Schaff James Lutz               | États-Unis   |
| 7                  | Pierre-Julien Deloche Sébastien Peineau Jean-Philippe Boulch | France       |
| 8                  | Njaal Aamaas Anders Faugstad Mads Haugseth                   | Norvège      |

#### Par équipe femme
|                    | Participant                                             | Pays           |
| ------------------ | ------------------------------------------------------- | -------------- |
| Médaille d'or      | Chen Yi-hsuan Chen Li-ju Huang I-jou                    | Taipei chinois |
| Médaille d'argent  | Paige Pearce Alexis Ruiz Cassidy Cox                    | États-Unis     |
| Médaille de bronze | Muskan Kirar Raj Kaur Jyothi Surekha Vennam             | Inde           |
| 4                  | Yeşim Bostan Gizem Elmaağaçlı Ipek Tomruk               | Turquie        |
| 5                  | Alejandra Usquiano Sara López Alexandra Sandino Borrais | Colombie       |
| 6                  | Meeri-Marita Paas Lisell Jaatma Emily Hoim              | Estonie        |
| 7                  | So Chaewon Choi Bomin Kim Yun-hee                       | Corée du Sud   |
| 8                  | Jody Vermeulen Sanne de Laat Inge van Caspel            | Pays-Bas       |

#### Par équipe mixte
|                    | Participant                           | Pays           |
| ------------------ | ------------------------------------- | -------------- |
| Médaille d'or      | Kim Jong-ho So Chaewon                | Corée du Sud   |
| Médaille d'argent  | Sophie Dodémont Pierre-Julien Deloche | France         |
| Médaille de bronze | Chen Yi-hsuan Chen Chieh-lun          | Taipei chinois |
| 4                  | Sara López Daniel Muñoz               | Colombie       |
| 5                  | Muskan Kirar Abhishek Verma           | Inde           |
| 6                  | Jody Vermeulen Mike Schloesser        | Pays-Bas       |
| 7                  | Natalia Avdeeva Alexander Dambaev     | Russie         |
| 8                  | Tanja Jensen Martin Damsbo            | Danemark       |

## Couverture médiatique
Le 1er mai 2019, un accord avec Sony Pictures Network India accorde les droits de diffusion des compétitions majeures de tir à l'arc dans le Sous-continent indien à cette compagnie. Ce territoire couvre huit pays: l'Afghanistan, le Bangladesh, le Bhoutan, l'Inde, les Maldives, le Népal, le Pakistan et le Sri Lanka. Cet accord inclut ces championnats du monde,. Le 3 mai 2019, il est annoncé que la World Archery Federation a signé un accord avec la BBC permettant à cette dernière de diffusé les finales des championnats du monde sur leur platforme en ligne.